# Prva legislatura Italijanske republike
Prva legislatura Italijanske republike je bilo obdobje rednega zasedanja parlamenta Italijanske republike med 8. majem 1948 in 24. junijem 1953. 
V tem času je parlament izvršil 1114 zasedanj, parlamentarne komisije pa 3223 zasedanj, od katerih 1405 zakonodajnih. Trikrat je parlament zasedal nepretrgoma več dni, in sicer 
5.-6. julija 1951 (razprava o zakonu za civilno obrambo, skupaj 26 ur), 
16.-17.-18. marca 1949 (razprava o pristopu k Atlantskemu paktu, skupaj 51 ur) in
18.-19.-20.-21. januarja 1953 (razprava o zakonu za politične volitve).
Arhiv zapisnikov in obnov zasedanj obsega 126.000 strani, ki so dostopne javnosti tudi v spletni obliki.

## Vlade
Prva legislatura je bila doslej najdaljša v zgodovini republike, saj je trajala 1874 dni. V tem obdobju so si sledile sledeče vlade:
- De Gasperi V. (23. 5. 1946 – 14. 1. 1950): predsednik Alcide De Gasperi; notranji minister Mario Scelba; zunanji minister Carlo Sforza;
- De Gasperi VI.  (27. 1. 1950 – 19. 7. 1951): predsednik A. De Gasperi, notranji minister M. Scelba; zunanji minister C. Sforza;
- De Gasperi VII. (26. 7. 1951 – 7. 7. 1953): predsednik A. De Gasperi; notranji minister M. Scelba; zunanji minister A. De Gasperi.

## Predsednik poslanske zbornice
- Giovanni Gronchi, DC
  - 8. maj 1948 – 24. junij 1953

### Podpredsednik poslanske zbornice
- Giuseppe Fuschini, DC (do 10. julija 1949)
- Gaetano Martino, PLI
- Giuseppe Chiostergi, PRI
- Ferdinando Targetti, PSI (do 21. januarja 1953)

## Predsednik senata
- Ivanoe Bonomi, PSDI
  - 8. maj 1948 – 20. april 1951
- Enrico De Nicola, PLI
  - 28. april 1951 – 24. junij 1952
- Giuseppe Paratore
  - 26. junij 1952 – 23. marec 1953
- Luigi Gasparotto
  - 24. marec 1953 – 25. marec 1953
- Meuccio Ruini
  - 25. marec 1953 – 24. junij 1953